# Live at the Whisky a Go Go
Live at the Whisky a Go Go är det amerikanska death metal-bandet Malevolent Creations andra livealbum, utgivet 2008 av Arctic Music Group. Albumet är inspelat 1999 i Los Angeles i nattklubben Whisky a Go Go.

## Låtförteckning
1. "Impaled Existence" – 3:46
2. "Manic Demise" – 3:23
3. "Slaughter of Innocence" – 4:06
4. "Blood Brothers" – 4:19
5. "To Die Is at Hand" – 3:57
6. "Mass Graves" – 6:16
7. "The Fine Art of Murder / Bone Exposed" – 9:17
8. "Scorn" – 3:15
9. "Eve of the Apocalypse" – 3:20
10. "Infernal Desire / Living in Fear" – 6:35
11. "Multiple Stab Wounds" – 3:36
12. "Coronation of Our Domain / Monster" – 7:51

## Medverkande
Musiker (Malevolent Creation-medlemmar)
- Phil Fasciana – gitarr
- Gordon Simms – basgitarr
- Rob Barrett – gitarr
- Dave Culross – trummor
- Brett Hoffmann – sång

Andra medverkande
- Joshua Bowens – omslagskonst